# Лабренцис, Фрицис Ансович
Фрицис Ансович Лабренцис или Лабренсис (Фриц Лабренц; латыш. Fricis Labrencis, 5 февраля 1894, Курземе — 21 ноября 1920, Саки) — один из командиров латышских стрелков во время Гражданской войны в России.
До Октябрьской революции — офицер Российской императорской армии, участник Первой мировой войны, командир роты. В октябре 1917 года избран командиром батальона. С апреля 1918 года командовал 6-м латышским полком, позднее был командиром 2-й латышской бригады. Воевал в Центральной России, Поволжье, Латвии, Украине, Северной Таврии, Крыму. Награждён орденом Красного знамени — высшей наградой Российской Советской Республики за пленение 3-го Корниловского полка. Участник неудачных штурмов Перекопа весны 1920 года. Уже после победы над армией Врангеля был убит 21 ноября 1920 года в окрестностях города Саки бойцами Повстанческой армии Махно в качестве мести за уничтожение махновцев в Екатеринославе.
Могила Лабренциса в Евпатории и памятный знак на месте его гибели в Саках — объекты культурного наследия регионального значения.

## Биография
Родился в 5 февраля 1894 году в семье латышских крестьян в Курземе.

### Первая мировая война
После окончания средней школы в августе 1915 года был призван в Российскую императорскую армию и направлен на обучение во 2-ю Киевскую школу прапорщиков. По окончании был направлен на фронт. Службу проходил в пехотных полках под Даугавпилсом и на Румынском фронте. С мая 1917 года командовал ротой 119-го Коломенского полка. В октябре 1917 года был избран солдатами командиром батальона.

### Гражданская война в России

#### На Восточном и Западном фронтах
С 1918 года участник Гражданской войны в России. По условиям Брест-Литовского мирного договора латышские части распускались, в феврале 1918 года Лабренцис демобилизовался, но уже в апреле вступил в Латышскую советскую дивизию. Был зачислен стрелком 3-й роты 6-го латышского полка, вскоре был назначен командиром 1-й роты. С 5 июня 1918, в соответствии с постановлением коммунистической фракции, Лабренцис стал помощником командира полка. С 7 по 22 июля 1918 года 6-й латышский полк участвовал в подавлении белогвардейского мятежа в Ярославле. Во время боёв Ф. А. Лабренцис проявил себя способным командиром, пользовавшимся у стрелков большим авторитетом. В конце июля 1918 года Ф. А. Лабренциса выдвинули на пост командира 6-го Тукумского полка. С августа по ноябрь 1918 года он вместе с полком участвовал в наступательных боях против белогвардейцев и Чехословацкого корпуса на Восточном фронте, в освобождении Казани и Симбирска. 6-й латышский полк в этих боях под его командованием проявил высокие боевые качества.
В начале декабря 1918 года 2-ю бригаду Латышской дивизии с 6-м полком в составе перебросили на Западный фронт в район Пскова для освобождения Латвии и Эстонии. Он успешно участвовал в боях за Валки и Ригу. Первые патрули Красной Армии, появившиеся на улицах Риги 3 января 1919 года, были разведчиками 6-го латышского полка. Приказом военного комиссара Советской Латвии от 3 февраля 1919 года и постановлением Советского правительства за отличие в боях при взятии Риги 6-й латышский полк был награждён боевым Красным знаменем. Зимой и ранней весной 1919 года 6-й латышский полк, возглавляемый Лабренцисом, стоял на боевых позициях под Тарту, Изборском, а также в Алуксне (Видземе) против эстонских и финских белогвардейцев. В мае 1919 года командовал полком на Паневежском фронте в Литве. Лабренцис был назначен одновременно с командованием полком исполнять обязанности заместителя командира бригады. 6-й латышский полк несмотря на перевес сил противника, в полном порядке отступил с Курземского фронта в мае 1919 года в Латгалию, сохранив высокую боеспособность. Большая заслуга в этом принадлежит Ф. А. Лабренцису, который вместе с коммунистами полка в эти тяжёлые дни сумел поддержать дисциплину.

#### На южном фронте
Осенью 1919 года 6-й латышский полк в составе Латышской дивизии был направлен на Южный фронт. В октябре 1919 года участвовал в сражениях с отборными частями ВСЮР под Кромами, где противнику был нанесён решающий удар. В этих боях Лабренцис был ранен, но вскоре снова вернулся в строй. Благодаря его действиям в бою у ст. Стишь полк избежал окружения и полного уничтожения. После отступления войск Деникина полк участвовал в преследовании врага, его боевой путь пролегал через Курск, Харьков, Екатеринослав.
6 декабря 1919 года лесах северо-восточнее Змиёва в ночном бою 6-й полк под командованием Лабренциса взял в плен 3-й Корниловский полк ВСЮР в полном составе, завершив очищение Харьковского района от белых. К этому бою Лабренцис тщательно готовился. Три ночи он не спал, лично организовал разведку, подробно разработал план окружения, проверил готовность бойцов. За эту выдающуюся операцию в 1920 году приказом по 14-й армии Фрицис Лабренцис был награждён орденом Красного Знамени, а 6-й латышский полк — вторым орденом Красного знамени.
В январе 1920 года он был назначен командиром 2-й бригады Латышской дивизии и на этом посту оставался до самой смерти. В январе 1920 под его началом Екатеринослав (ныне Днепр) были очищен от махновцев.  6-7  марта 1920 участвовал в погоне за знаменитым атаманом Михаилом Малашко после его налета на Верхнеднепровск.
Во время неудачного наступления на Крым весной 1920 года лично обследовал Турецкий вал на Перекопе. Мемуарист вспоминает эпизод, имевший место в полковом штабе в ночь на 16 апреля 1920 года в Северной Таврии, у Перекопа. "В штаб полка явился командир бригады Лабренцис для обсуждения плана действий с командным составом. Все предшествовавшие наступления на Перекоп полков Латышской дивизии были неудачными и были отбиты [войсками генерала Я. А. Слащёва]. Лица присутствующих серьёзны, задумчивы… Командир держался спокойно, шутя подбадривал: «…Мелочи! Не такие трудности переживали!» И продолжал серьёзно: «Итак, товарищи, завтра все как один будем на своих местах!». 16 апреля полк занял Перекоп, ворвался в ворота города. Правда, позднее и на этот раз вынужден был отступить.
Лабренцис умело командовал бригадой в июле—августе 1920 года, когда противник бросил на борьбу с Латышской дивизией конницу генерала И. Г. Барбовича. Активное участие Ф. А. Лабренцис принимал также в форсировании Днепра 7 августа 1920 года у Корсунского монастыря, в создании и обороне от врангелевцев Каховского плацдарма. В одном из боёв в Северной Таврии он был ранен вторично. Лабренцис понимал, какое большое значение во время решающих боёв за Крым будет иметь этот плацдарм, и поэтому активно сражался за его сохранение.
В ноябре, в начале штурма Перекопа Латышская дивизия находилась во втором эшелоне, но уже при атаке на Юшунские позиции дивизия была переведена в первый эшелон и после упорного боя прорвала укрепления противника. Ударная группа Латышской дивизии в составе 1-го латышского кавалерийского полка, 47-го бронеотряда Латышской стрелковой дивизии, 14 ноября 1920 без боя вошла в Евпаторию.

### Гибель
21 ноября 1920 когда Крым уже был очищен от белогвардейцев в ходе Крымской эвакуации. 6-й Латышский полк занял город Саки. В 6 часов 30 минут утра Лабренциса и его ординарца Бириня, возвращавшихся в расположение своего штаба, подстерегли и убили по официальной версии бойцы Повстанческой армии Махно, однако конкретные виновники никогда не были найдены.
Газета «Известия Евпаторийского военно-революционного комитета» напечатала с некролог на смерть Ф. Лабренциса:
"В ночь на 21 ноября 1920 г. в окрестностях Евпатории махновцы подстерегли Лабренциса — он с возницей возвращался в штаб. У махновцев были свои счеты с комбригом. Фрацис Лабринцис командовал 6-м латышским полком, который в конце января 1920 г. занял Екатеринослав, где в это время хозяйничали махновцы. 6-й латышский полк получил задание: очистить территорию деревень в окрестностях Екатеринослава от орудовавших там бандитов. Эту операцию Ф. Лабренцис провел со свойственной ему настойчивостью. Бандиты получили по заслугам. Поэтому они решили отомстить комбригу-латышу и теперь предательски напали на него. Лабренцис и Бирин отстреливались до последнего патрона. Тела их были найдены изуродованными до неузнаваемости. На торжественных похоронах, состоявшихся 25 ноября, военком Апин сказал: «Покойные явились жертвами контрреволюционной поверженной буржуазии, которая продолжает жалить новую власть.»
В статье Нефедова Н. А. обстоятельства гибели Ф. Лабренциса описаны несколько иначе: Латышским стрелкам довелось опять сразиться со своими недавними союзниками — анархистскими отрядами Н. Махно. В ноябре командующий М. В. Фрунзе попытался поставить махновцев под контроль и дал распоряжение включить в армию С. Н. Каретника большевистских комиссаров. После боёв за Крым у того имелось около 4000 бойцов — все на тачанках или на конях. Для переговоров о реорганизации в стан Каретника был послан командир 2-й бригады Ф. Лабренцис в сопровождении конного отряда. Однако махновцы изрубили Лабренциса и его отряд и в ночь с 26 на 27 ноября прорвались через Сиваш в направлении Николаева. В погоню был послан Латышский кавалерийский полк. Командир полка Я. Кришьянис имел несколько стычек с махновцами, но ни окружить, ни уничтожить их не удалось и большая часть их ушла вместе с батькой Махно в Румынию или рассеялась по сёлам и хуторам в районе Гуляй-Поле.

## Память
Во времена СССР биография Лабренциса использовалась для коммунистического восспитания молодёжи. В рассказе Л.Терентьева «Слава стрелков латышских»: «Долгие годы ученики средней школы № 12 торжественно возлагали цветы к скромной могиле на старом заброшенном кладбище. Выпускники прошлых лет вспоминают, как осенью 1966 года они оформляли музей латышских стрелков, как разыскивал вместе с ними место упокоения своего командира Геральд Александрович Матсон, бывший начальник штаба 2-й бригады Латышской дивизии, как обкладывали дерном почти уже незаметный холмик и слушали рассказ ветерана о короткой, но яркой судьбе бесстрашного Фрициса Лабренциса».

Кроме Г. Матсона Саки и Евпаторию в 1970-х посещала и выступала перед молодёжью Зелма Яновна Пигене — член РСДРП(б) с 1916 года, в 1920 году секретарь парторганизации 3-го латышского стрелкового полка.

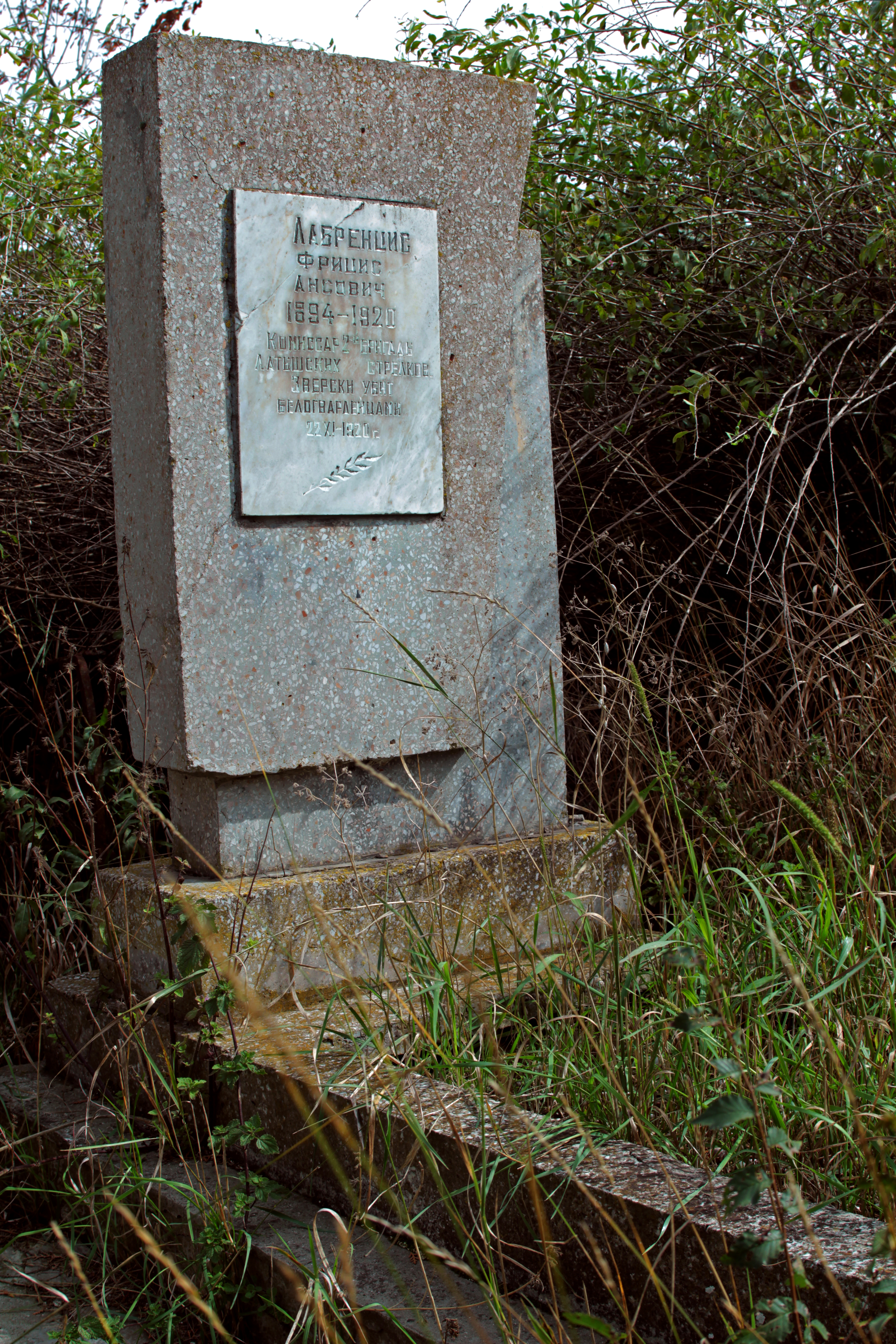
Могила комиссара 2-й Латышской бригады Ф. А. Лабренциса, 1920, ул. Эскадронная, городское кладбище, памятник сооружён в 1967 году 45°12′16″ с. ш. 33°23′12″ в. д.HGЯO
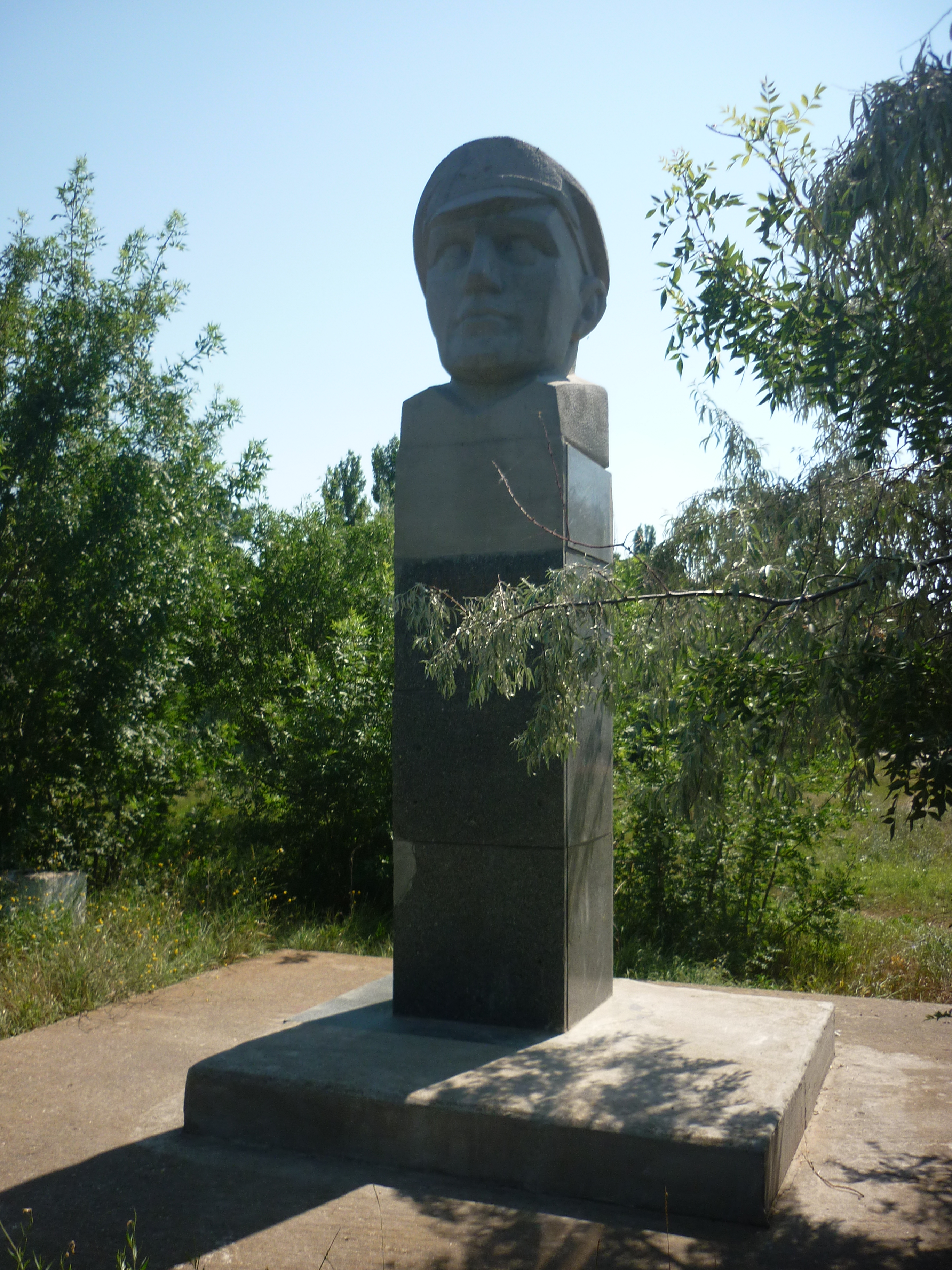
Памятный знак на месте гибели Ф. А. Лабренциса, на берегу озера Михайловское (район ул. Санаторной). Скульптор Леонид Крестовский, мастер-каменотес Ояр Нейланд. Сооружён в 1987 году

Идея памятника комбригу принадлежала директору народного музея Сак Анне Фёдоровне Косовской. Заместитель председателя Сакского горисполкома посетила мемориальный Памятник-музей латышских красных стрелков в Риге, познакомилась с экспозицией, посвящённой крымским событиям, в которой упоминались и Саки. Для воплощения образа Лабренциса в граните Союз художников Латвии рекомендовал известного в Латвии скульптора Леонида Крестовского, одиного из авторов монумента освободителям Латвии от немецко-фашистских захватчиков, установленного в центре Риги. Скульптор создал несколько обобщённый портрет молодого солдата революции, в романтическом стиле. Рижане не только выполнили бюст из серого гранита, но и отправили в Саки чёрный благородный камень для облицовки постамента. Архитектор города Сак Сергей Золотарев, скульптор Леонид Крестовский и мастер-каменотес Ояр Нейланд авторский коллектив знака. 25 октября 1987 года в 70-ю годовщину Октябрьской революции памятник Лабренцису был торжественно открыт. Участвовал духовой оркестр, почётный караул военных моряков. Был дан салют, ветераны посадили молодые деревья на аллее памяти.
В 2000-х плиты вокруг памятника были разграблены.
В настоящее время места, связанные с Ф. А. Лабренцисом в Крыму — памятники культурного наследия регионального значения.
- Могила комиссара 2-й Латышской бригады Ф. А. Лабренциса, по адресу г. Евпатория, ул. Эскадронная, городское кладбище  Объект культурного наследия народов РФ регионального значения. Рег. № 911710841270005 (ЕГРОКН)
- Памятный знак на месте гибели комиссара 2-й Латышской бригады Ф. А. Лабренциса по алресу г. Саки, Михайловское шоссе, на берегу озера Михайловское (район ул. Санаторной)  Объект культурного наследия народов РФ регионального значения. Рег. № 911710855860005 (ЕГРОКН)